# Juan Muñoz (Fußballspieler, 1912)
Juan Juvencio Muñoz Castañeda (* 8. Februar 1912; † 2. Januar 1977) war ein chilenischer Fußballspieler. Der Stürmer lief in einem Länderspiel für Chile auf.

## Karriere

### Verein
Juan Muñoz spielte mindestens 1941 für den Badminton FC aus der Hauptstadt Santiago. Mehr ist über die Vereinskarriere des Offensivspielers nicht bekannt.

### Nationalmannschaft
Juan Muñoz debütierte beim Campeonato Sudamericano 1941 unter Máximo Garay bei der 0:1-Niederlage gegen Argentinien. Muñoz landete mit seinem Team nach zwei Siegen und zwei Niederlagen auf dem dritten Platz. Es blieb das einzige Länderspiel des Angreifers.